# Prefectura de Miyazaki
La prefectura de Miyazaki (宮崎県 Miyazaki-ken?) está ubicada en la isla de Kyūshū, Japón. La capital es la ciudad de Miyazaki.

## Geografía

### Ciudades
- Ebino
- Hyūga
- Kobayashi
- Kushima
- Miyakonojo
- Miyazaki (capital)
- Nichinan
- Nobeoka
- Saito

### Distritos
- Higashimorokata
  - Aya
  - Kunitomi
  - Takaoka
- Higashiusuki
  - Kadogawa
  - Kitagawa
  - Kitago
  - Kitakata
  - Kitaura
  - Morotsuka
  - Nango
  - Saigo
  - Shiiba
  - Togo
- Kitamorokata
  - Mimata
  - Takajo
  - Takazaki
  - Yamada
  - Yamanokuchi
- Koyu
  - Kawaminami
  - Kijo
  - Nishimera
  - Shintomi
  - Takanabe
  - Tsuno
- Minaminaka
  - Kitago
  - Nango
- Miyazaki
  - Kiyotake
  - Sadowara
  - Tano
- Nishimorokata
  - Nojiri
  - Suki
  - Takaharu
- Nishiusuki
  - Gokase
  - Hinokage
  - Takachiho